# James Merrill
James Ingram Merrill (New York, 3 marzo 1926 – Tucson, 6 febbraio 1995) è stato un poeta statunitense.
Ha vinto il Premio Pulitzer per la poesia nel 1977 per la sua opera Divine Comedies. La sua poesia si può distinguere in due tipologie: quella lirica, sofisticata e formale (profondamente emotiva) del suo primo periodo, e la narrativa epica delle occulte comunicazioni con spiriti ed angeli, intitolata The Changing Light at Sandover, che dominò la sua ultima carriera poetica. La maggior parte delle sue opere pubblicate è poetica, ma scrisse anche saggi, racconti e opere teatrali.

## Biografia
Aveva due fratellastri più grandi (un fratello e una sorella) dal primo matrimonio del padre. Da ragazzo, Merrill ebbe un'educazione privilegiata sia in termini economici che educativi. La sua governante gli insegnò il francese ed il tedesco, un'esperienza della quale Merrill scrisse nel suo poema del 1974  Lost in Translation.  I suoi genitori si separarono quando aveva undici anni, e divorziarono quando ne aveva tredici. Da adolescente, Merrill frequentò la Lawrenceville School, dove strinse amicizia con il futuro romanziere Frederick Buechner. A 16 anni suo padre raccolse i suoi racconti e le sue poesie pubblicandole con il titolo Jim's Book. Inizialmente compiaciuto, Merrill avrebbe poi considerato il libro con imbarazzo.
Merrill fu arruolato nel 1944 nella United States Army, dove servì per otto mesi. I suoi studi, interrotti dalla guerra e dal servizio militare, ricominciarono ad Amherst College nel 1945, dove si laureò nel 1947. The Black Swan è una raccolta di poesie che il professore di Merrill ad Amherst Kimon Friar pubblicò privatamente in Atene nel 1946, e fu stampata in sole 100 copie quando Merrill aveva 20 anni. Questo suo primo lavoro è uno dei titoli più ricercati dai collezionisti, una rarità letterarie del XX secolo. Il primo volume pubblicato commercialmente di Merrill è First Poems, edito in 990 copie numerate da Alfred A. Knopf nel 1951.
Partner di Merrill per oltre 40 anni fu David Jackson, anch'egli scrittore. Merrill e Jackson si incontrarono a New York dopo una performance di Merrill "The Bait" nel 1953. I due si trasferirono a Stonington, Connecticut nel 1955. Per 20 anni la coppia trascorse parte di ogni anno ad Atene, e forse anche per questo i temi greci classici, con i loro personaggi occupano una posizione così preminente nella scrittura di Merrill. Nel 1979 Merrill e Jackson iniziarono a vivere parte dell'anno a casa di Jackson a Key West, Florida. Nel libro di memorie del 1993 A Different Person, Merrill rivela di aver subito un blocco creativo all'inizio della sua carriera e di aver cercato aiuto psicologico per superare i suoi effetti. Merrill descrisse con sincerità la vita della comunità gay nei primi anni 1950, tra cui i rapporti che ebbe con altri uomini tra cui lo scrittore Claude Fredericks, il mercante d'arte Robert Isaacson, David Jackson, e il suo ultimo partner, l'attore Peter Hooten.
Nonostante la grande ricchezza personale derivante dagli investimenti dei suoi genitori durante la sua infanzia, Merrill visse modestamente. Da filantropo, egli creò la Ingram Merrill Foundation, unendo i nomi dei suoi genitori divorziati. La fondazione privata operò durante tutta la vita del poeta e sovvenzionò la letteratura, le arti, e la televisione pubblica. Merrill fu amico della poetessa Elizabeth Bishop e della regista Maya Deren, dando fondamentale assistenza finanziaria ad entrambe (e fornendo denaro a molti altri scrittori, spesso in forma anonima). Merrill fu Cancelliere dell'Academy of American Poets dal 1979 fino alla sua morte. Morì il 6 febbraio 1995, mentre era in vacanza in Arizona,  per un attacco di cuore dovuto ad AIDS.